# Resinomycena japonica
Resinomycena japonica är en svampart som beskrevs av Redhead & Nagas. 1987. Resinomycena japonica ingår i släktet Resinomycena och familjen Mycenaceae.   Inga underarter finns listade i Catalogue of Life.